# FEEL (安室奈美恵のアルバム)
『FEEL』（フィール）は、安室奈美恵の11枚目のオリジナルアルバム。2013年7月10日にエイベックス内の新レーベル・Dimension Pointから初めて発売された。

## 解説
オリジナルアルバムとしては、前作『Uncontrolled』から約1年ぶりのリリース。CD+DVD、CD+Blu-ray、CDの3形態でリリースされた。本リリースと同時に同傘下のプライベートレーベル・Dimension Pointを発足。今作が移籍後初の作品・アルバムとなった。
40thシングル「Big Boys Cry/Beautiful」から「Big Boys Cry」、TBS系日曜劇場『空飛ぶ広報室』主題歌の配信限定シングル「Contrail」に加え、リード曲「Alive」、フジテレビ系『めざましテレビ』年間テーマソング「Can You Feel This Love」など全12曲を収録。収録曲のうち「Alive」「Hands On Me」「Heaven」「La La La」「Supernatural Love」「Let Me Let You Go」「Stardust In My Eyes」は全編英語詞である。
なお、昨年末にリリースした配信限定シングル｢Damage｣とアルバム先行としてリリースされたシングル「Big Boys Cry」の2曲目｢Beautiful｣はコンセプトの都合上、共に未収録となっている。
DVDおよびBlu-rayには、「Big Boys Cry」「Contrail」のほか、新曲4曲のミュージック・ビデオを収録。「Contrail」「Hands On Me」「Let Me Let You Go」はロサンゼルスで撮影された。「Hands On Me」にはアメリカ合衆国の女性R&BグループTLCがカメオ出演している。シークレット・トラックとして6曲のミュージック・ビデオのメイキング映像を収録。BGMにはCD未収録の「Can You Feel This Love (English Ver.)」が使用されている。

## コンセプト
ジャケットビジュアルは、『FEEL=感じる』に込めた“心で感じて欲しい”という想いを反映し、目を塞ぎ、口を塞ぎ、耳を塞いだ写真を使用。

## 制作風景
「Can You Feel This Love」の作曲を手がけた山木隆一郎とはSUITE CHIC以来のタッグである。「Heaven」は、レディー・ガガのツアーDJとして帯同し、レディー・ガガの3枚目のスタジオ・アルバム『ARTPOP』収録曲のうち5、6曲を手がけた、世界のビッグアーティストが注目する超新鋭アーティストZeddが楽曲をプロデュース。

## チャート成績
2012年7月22日付オリコン週間アルバムランキングで、7thアルバム『PLAY』以来6作連続（再発盤を除く）、ベスト・アルバムを含め通算11作目の1位を獲得。また、発売1週目にして、2013年発売のソロ・アーティストの累積売上記録も更新した。
累計出荷枚数は49.8万枚。累計売上枚数は39.4万枚。

## 収録曲

### CD
1. Alive
作詞・作曲：Anthony Maniscalco, Erika Nuri, Marc Malouf, Shridhar Solanki
編曲：(ノークレジット)
本作のリード曲
2. Rainbow
作詞・作曲：Lukas Nathanson, Scott Effman, Lauren Dyson, TIGER
編曲：(ノークレジット)
3. Can You Feel This Love
作詞：ch・erina（RzC）
作曲・編曲：Ryuichiro Yamaki（RzC）
フジテレビ系『めざましテレビ』年間テーマソング
4. Big Boys Cry
作詞：Kanata Okajima, Nermin Harambasic, Anne Judith Wik, Ronny Svendsen, Hayley Aitken, Eirik Johansen, Jan Hallvard Larsen
作曲：Nermin Harambasic, Anne Judith Wik, Ronny Svendsen, Hayley Aitken, Eirik Johansen, Jan Hallvard Larsen
編曲：(ノークレジット)
40thシングル1曲目
コーセー「エスプリーク」CMソング
5. Hands On Me
作詞・作曲：Anesha Birchett, Antea Shelton, Fredrik "Fredro" Odesjo, Adam Kapit
編曲：(ノークレジット)
レコチョク TV-CMソング
6. Heaven
作詞：Emyli
作曲：Anton Zaslavski, Emyli, Tommy Clint
編曲：(ノークレジット)
7. Poison
作詞：TIGER
作曲：Nicole Tranquillo, Adam Kapit
編曲：(ノークレジット)
8. La La La
作詞・作曲：David Dawood, Natalia Hajjara, Ana Diaz
編曲：(ノークレジット)
コーセー「エスプリーク」CMソング
9. Supernatural Love
作詞・作曲：Steven Lee, Rike Boomgaarden
編曲：(ノークレジット)
10. Let Me Let You Go
作詞・作曲：Shelly Peiken, JD Walker
編曲：(ノークレジット)
11. Contrail
作詞・作曲・編曲：Nao'ymt
デジタルシングル
TBS系日曜劇場『空飛ぶ広報室』主題歌
12. Stardust In My Eyes
作詞・作曲：Daniel Traynor, Karen Poole, Carmen Reece
編曲：(ノークレジット)

### DVD・Blu-ray
music video
1. Alive
ディレクター：IKIOI
2. Big Boys Cry
ディレクター：二宮“NINO”大輔（IKIOI）
振付：AKO
3. Hands On Me
ディレクター：二宮“NINO”大輔（IKIOI）
振付：AKO
4. Heaven
ディレクター：二宮“NINO”大輔（IKIOI）
振付：AKO
5. Let Me Let You Go
ディレクター：二宮“NINO”大輔（IKIOI）
6. Contrail
ディレクター：二宮“NINO”大輔（IKIOI）

BONUS CONTENTS (SECRET TRACK)
- Can You Feel This Love (English Ver.) -Making Movie-

ディレクター：IKIOI
シークレットトラックで、曲目などは掲載されていない。

## 発売形態
| 形態       | 発売日        | 品番         | ジャケット             | 備考 |
| ---------- | ------------- | ------------ | ---------------------- | --- |
| CD+DVD     | 2013年7月10日 | AVCN-99001/B | 「言わざる」ジャケット | 初回限定盤のみデジパック仕様。先着購入特典B2ポスター。 LIVE DVD＆Blu-ray『namie amuro FEEL tour 2013』の発売を記念して、2014年2月25日より先着購入特典クリアポスター。 |
| CD+Blu-ray | 2013年7月10日 | AVCN-99002/B | 「聞かざる」ジャケット | 初回限定盤のみデジパック仕様。先着購入特典B2ポスター。 LIVE DVD＆Blu-ray『namie amuro FEEL tour 2013』の発売を記念して、2014年2月25日より先着購入特典クリアポスター。 |
| CD         | 2013年7月10日 | AVCN-99003   | 「見ざる」ジャケット   | 初回限定盤のみデジパック仕様。先着購入特典B2ポスター。 LIVE DVD＆Blu-ray『namie amuro FEEL tour 2013』の発売を記念して、2014年2月25日より先着購入特典クリアポスター。 |